# Poienile Zagrei, Bistrița-Năsăud
Poienile Zagrei este un sat în comuna Zagra din județul Bistrița-Năsăud, Transilvania, România. La recensământul din 2002 avea o populație de 967 locuitori.

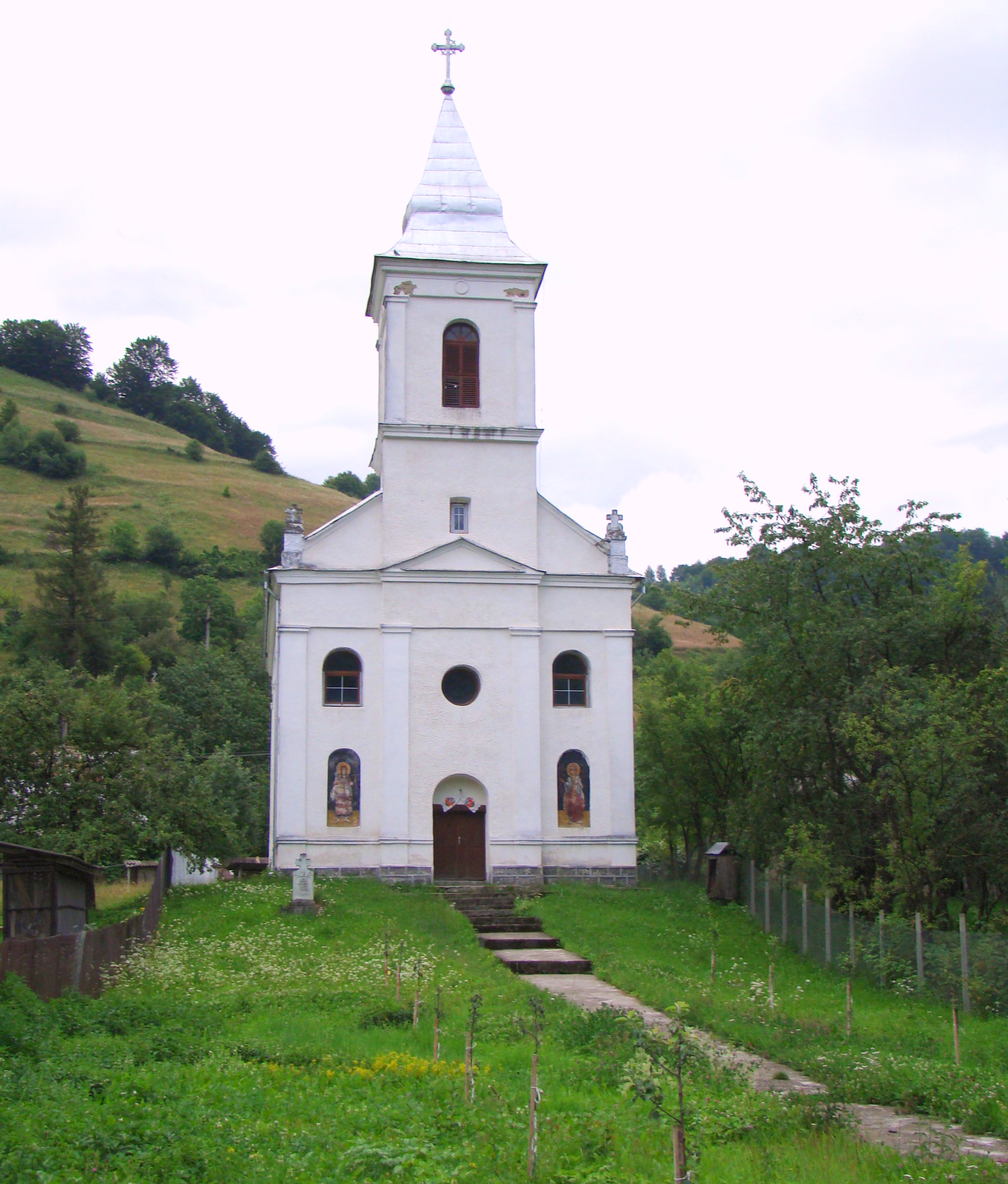
Biserica ortodoxă din satul Poienile Zagrei, comuna Zagra, construită în 1904.

## Satul Poienile Zagrei
Pornind de la Năsăud și urmând albia Someșului Mare și trecând prin localitățile Salva, Mocod, apoi cotind-o la dreapta spre Zagra ajungi în Poienile Zagrii-veche așezare românească, locuită de romani din cele mai vechi timpuri.
Așezată pe Valea Zăgrii în partea de nord-vest a județului Bistrița-Năsăud și având ca vecini la sud satul Zagra, la est satul Aluniș, fosta denumire Găureni, sau noțiune și mai veche „Gaura” de la începuturi, la nord satul Suplai, denumire veche „Plai”, iar la vest satul Târlișiua.
Localitatea Poieni fiind situată la o altitudine de aproximativ 480 m față de nivelul mării, dispune de condiții optime pentru dezvoltarea agriculturii și creșterea animalelor. 
Valea Zăgrii se mai numește  și Valea Țibleșului după denumirea apei care izvorăște din Munții Țibleșului, având ca afluent Valea Găurenilor, făcând confluența în centrul satului Zagra. Apele râului Țibleș au fost valorificate din cele mai vechi timpuri. Pe malul râului oamenii au construit mori și piuă necesare măcinării cerelalelor și prelucrării materialelor din lână.
Relieful este variat, de la munți, dealuri și lunci. Munții Țibleșului din partea sudică, proprietate a locuitorilor din Zagra, în partea vestică munții sunt ale poenarilor, în partea estică al găurenilor, iar plăienii stăpânesc Dealurile Suplaiului. Munții Țibleșului sunt o prelungire a Munților Rodnei din Carpații Orientali, apoi Obcinile Țibleșului și Dealurile Suplaiului situate la nord și vest a râului Țibleș.
Se detașează ca înălțimi vârful Arcer, apoi Țibleș, Păltiniș, cu o înălțime de 1483 m și Dealurile Suplaiului.

## Vegetația
Vegetația este condiționată în funcție de climă și precipitații din cele patru anotimpuri. Există o climă temperată cu precipitații periodice, din ploi și zăpezi, vegetația fiind abundentă atunci când primăvara și vara nu sunt secetoase. Pe dealuri, în afara cultivării cerealelor și al ierburilor, cresc păduri de foioase, predominând fagul, mesteacănul, carpenul și mai rar stejarul, la înalțimi de 350–400 m, iar ca arbust alunul.
Începând de la cota 800-1650 predomină rășinoasele ca molid și brad, iar ca o raritate tisa în special în muntele și mutarea oilor Baicu-munte al poienarilor în granița cu Maramureșul.

## Fauna
Și fauna este bogată predominând ca animale sălbatice ursul brun, cerbul, cita, mistrețul, vulpea, lupul, jderul și râsul, iar ca păsări coccoșul de munte, cocoșul de mesteacăn și alunarul, unele din acestea sunt însă pe cale de dispariție. ÎN Ridul Baicu există ape minerale.

## Îndeletniciri, datini și obiceiuri

### Pioritul și morăritul
Apele râului Țibleș au fost valorificate din cele mai vechi timpuri. Pe malul râului oamenii au construit mori și piua necesare măcinării cerealelor și prelucrării materialelor din lână.
Pioritul a fost o mare îndeletnicireși de venituri bănești făcându-se mai ales toamna și iarna, când oamenii terminau cu muncile agricole folosind timpul pentru aprovizionare cu lemne de foc, transportul gunoiului la câmp și îngrijirea animalelor.
Morile erau acționate de apă acesta fiind adusă pe un pârâu din râul care curgea prin mijlocul satului, iar prin cădere pe un jgheab apa cădea pe o roată, iar aceasta mișcă tot angrenajul morii. Roata avea cupe, rotindu-se mișca piatra  care se rotea pe piatra  de ddesupt unde cădeau grăunțele din coș răsucindu-se obținându-se făina.

### Oieritul
Crescătorii erau renumiți pentru  numărul mare de oi și vite mari. Stânele erau constituite dintr-un număr mare de oi, între 500-1200 de oi și erau deservite de un baci, un păcurar șef, doi sau trei ciobani, un băiat care dădea oile la strungă numit și strungaș.
Stânașul era acela care avea cele mai multe oi cu lapte  asigurând totodată vasele la stână și ocupându-se de asigurarea pășunii peste vară, planificarea celor care își iau brânza, sare pentru oi și plata ciobanilor [sâmbria].